# Mauricio Umansky
Mauricio Umansky (Ciudad de México, 25 de junio de 1970) es un agente inmobiliario, empresario y personalidad de televisión mexicano-estadounidense, más conocido por su aparición en el programa de telerrealidad The Real Housewives of Beverly Hills. Es cofundador y director ejecutivo de The Agency. Estuvo casado con la actriz y presentadora de televisión Kyle Richards.

## Primeros años
Umansky se crio en México. Se trasladó de Ciudad de México a Los Ángeles muy joven. Tenía neutropenia. Es judío.

## Carrera
Umansky cofundó The Agency, que se puso en marcha en septiembre de 2011, con Blair Chang y Billy Rose. Anteriormente, había trabajado en Hilton & Hyland. Umansky escribió el libro The Dealmaker: How to Succeed in Business & Life Through Dedication, Determination & Disruption.
Umansky ha aparecido en The Real Housewives of Beverly Hills, The Real Housewives Ultimate Girls Trip y Dancing with the Stars.
En noviembre de 2022, Umansky comenzó a protagonizar la serie sin guion de Netflix, Buying Beverly Hills, que sigue a Umansky y a su personal en su inmobiliaria The Agency.

## Vida personal
Umansky y Kyle Richards se conocieron en 1994 en un club y se casaron el 20 de enero de 1996. Las tres hijas de la pareja nacieron en 1996, 2000 y 2008. Tuvieron una casa en Bel Air. La pareja se ha separado y Mauricio ha abandonado su casa de Beverly Hills.

## Filmografía
| Año       | Título                                  | Notas                                       |
| --------- | --------------------------------------- | ------------------------------------------- |
| 2005      | Newlyweds: Nick and Jessica             | Episodio: «Boys Weekend in Cabo»            |
| 2005      | I Want to Be a Hilton                   | Episodio: «Episode #1.4»                    |
| 2010–2024 | The Real Housewives of Beverly Hills    | 166 episodios                               |
| 2016      | Rica, Famosa, Latina                    | Episodio: «Episodio #4.1»                   |
| 2021      | The Real Housewives Ultimate Girls Trip | 4 episodios                                 |
| 2022–2024 | Buying Beverly Hills                    | 18 episodios; también productor ejecutivo   |
| 2023      | Dancing with the Stars                  | Concursante en la temporada 32; 8 episodios |